# Benelli M4 Super 90
M4 Super 90 även M1014 är ett halvautomatiskt hagelgevär tillverkat av Benelli. Geväret används i många insatsstyrkor runt i världen. Magasinet brukar rymma 5 skott, men även 6 och 7 skott förekommer. Den kan även ta magnumpatroner.